# La Sangsue (film, 1975)
Pour les articles homonymes, voir Sangsue (homonymie).
Pour plus de détails, voir Fiche technique et Distribution.
La Sangsue (La sanguisuga conduce la danza) est un film d'épouvante fantastique italien réalisé par Alfredo Rizzo et sorti en 1975.

## Synopsis
Après la mort de sa femme, le comte Marnack tombe amoureux d'Evelyn, une actrice de théâtre, et décide de l'épouser. Après le mariage, il invite toute la troupe de théâtre dans son château. Ce qui frappe les invités, c'est qu'Evelyn est un sosie la première femme du comte Marnack, qui est morte dans des circonstances mystérieuses.
En arrivant au château, la troupe est accueillie par Sybil, la gouvernante des Marnack. Quelques jours plus tard, trois des autres actrices collègues d'Evelyn sont tuées par un mystérieux assassin qui leur coupe la tête. Evelyn se sent menacée et le comte Marnack craint pour la vie de sa nouvelle épouse. Dans un crescendo d'événements, on découvre que la première des épouses du comte n'est pas morte du tout : la femme complètement folle vit dans le donjon du château et est soignée par Sybil.
La vérité est bientôt découverte : Sybil, qui a toujours été amoureuse du comte, espérait qu'après la disparition de sa première femme, le comte prendrait plus soin d'elle et l'épouserait. L'arrivée du comte au château, accompagné d'une nouvelle épouse et d'une troupe d'actrices, désespère Sybil, privée de son rêve de toujours de devenir l'épouse du comte Marnack. Sybil avait alors chargé la première femme du comte d'assassiner les nouveaux invités. Le but de Sybil était de faire tuer Evelyn également, mais avant qu'elle ne puisse réussir, elle est découverte. Sybil est arrêtée, tandis que la première femme du comte, désormais irrémédiablement folle, est internée dans un asile. Une fois le cauchemar terminé, le comte Marnack peut vivre paisiblement avec sa femme.

## Fiche technique
- Titre français : La Sangsue ou L'Insatiable Samantha[1]
- Titre original italien : La sanguisuga conduce la danza[2]
- Réalisation : Alfredo Rizzo
- Scénario : Alfredo Rizzo
- Photographie : Aldo Greci
- Montage : Piera Bruni
- Musique : Marcello Giombini
- Décors : Vanni Castellani
- Costumes : Maria Luisa Panaro
- Maquillage : Sergio Angeloni
- Société de production : Toro Cinematografica
- Pays de production :  Italie
- Langue originale : italien
- Format : Couleur • 1,85:1 • Son mono • 35 mm
- Durée : 86 minutes (1 h 26)
- Genre : Film d'épouvante fantastique, giallo
- Dates de sortie :
  - Italie : 10 mai 1975
  - France : 25 mai 1977

## Distribution
- Femi Benussi : Sybil
- Giacomo Rossi Stuart : Richard Marnack
- Krista Nell : Cora
- Luciano Pigozzi : Gregory
- Patrizia De Rossi : Evelyn
- Mario De Rosa : Jeffrey
- Barbara Marzano : Mary
- Caterina Chiani : Rosalind
- Lidia Olizzi : Penny
- Leo Valeriano : Samuel
- Luigi Batzella : L'inspecteur de police
- Rita Silva : Margaret
- Susette Nadalutti
- Pier Paola Succi

## Style
Parfois décrit comme un giallo, La Sangsue contient des meurtres mystérieux, mais les meurtres ont lieu hors champ et il n'y a pas de représentations stylisées de la mort typiques des gialli, ni les couleurs psychédéliques, ni les angles de caméra bizarres, ni les décors élaborés, ni les tueurs gantés de noir. L'historien du cinéma italien Roberto Curti a décrit le film comme une « histoire gothique normale ».

## Production

Une partie du film a été tournée au château Piccolomini à Balsorano.

Avant de réaliser La Sangsue, la carrière d'Alfredo Rizzo est celle d'un acteur qui fait ses débuts dans le film Macario millionnaire en 1939. Ce film marque son dernier long métrage en tant que réalisateur et le seul film d'horreur qu'il ait mis en scène. Le film a été tourné entre novembre et décembre 1974. Il a été tourné au château Piccolomini à Balsorano, au château de Monte San Giovanni Campano (it), au lac de Bracciano et aux studios Icet De Paolis à Milan.
L'actrice Krista Nell devait initialement jouer le rôle principal, mais elle a accepté un rôle secondaire dans le film en raison de sa leucémie. Un mois après la sortie du film, Nell est décédée des suites de la maladie.

## Exploitation
La Sangsue est sorti en salles en Italie le 10 mai 1975, distribué par P.A.B. Film. Le film a rapporté un total de 73 369 150 lires italiennes. La commission de censure italienne s'est opposée au contenu érotique du film, en particulier à la rencontre lesbienne entre Rosalind et Penny et à une scène de sexe entre Evelyn et le comte. Les scènes de sexe du film ont été conservées dans leur intégralité dans la version française lorsque le film est sorti en 1977 sous le titre L'insatiable Samantha (La sangsue).. Cette version comportait également des scènes additionnelles pornographiques sans rapport avec le film original incrustées dans le métrage.
Le film est sorti en vidéo amateur en Italie sous le nom de Il marchio di Satana.